# Золотохвостый аттила
Золотохвостый аттила (лат. Attila spadiceus) — вид воробьиных птиц из семейства тиранновых (Tyrannidae). Выделяют 12 подвидов. Распространены в Мексике,  Центральной и Южной Америке.

## Описание
Золотохвостый аттила — относительно крупный представитель семьи тиранновых; достигает длины 17—20,5 см и массы от 31 до 44 г. Его голова большая, оливково-зелёная, покрытая чёрными полосками. Спина каштановая или оливковая, хвост коричневый. Крылья тёмно-коричневые с двумя жёлтыми полосками и светлыми кончиками перьев. Беловатое или желтоватое горло и жёлтая грудь покрыты тёмными полосками. Брюхо белое, низ брюха желтоватый. Глаза красные. Клюв крепкий, крючковатый. Виду не присущ половой диморфизм. У молодых птиц темя коричневое с бахромой, глаза карие .

## Подвиды
Выделяют двенадцать подвидов:
- A. s. pacificus Hellmayr, 1929 — северо-западная Мексика (от крайнего юга Соноры до запада Оахаки);
- A. s. cozumelae Ridgway, 1885 — остров Косумель;
- A. s. gaumeri Salvin & Godman, 1891 — полуостров Юкатан и соседние острова;
- A. s. flammulatus Lafresnaye, 1848 — от юго-восточной Мексики (Веракрус) до Белиза и севера центрального Гондураса;
- A. s. salvadorensis Dickey & Van Rossem, 1929 — от Сальвадора до северо-запада Никарагуа;
- A. s. citreopyga (Bonaparte, 1854) — от юго-восточного Гондураса и Никарагуа до западной Панамы;
- A. s. sclateri Lawrence, 1862 — восточная Панама и северо-западная Колумбия (верхнее течение реки Сина);
- A. s. caniceps Todd, 1917 — северная Колумбия (центральное течение Магдалены и нижнее течение Сина);
- A. s. parvirostris Allen, JA, 1900 — северо-восточная Колумбия (Сьерра-Невада-де-Санта-Марта) и северо-западная Венесуэла;
- A. s. parambae Hartert, 1900 — западная Колумбия (от Атрато до Нариньо) и северо-западный Эквадор;
- A. s. spadiceus (Gmelin, 1789) — восточная Колумбия, Венесуэла, Гвиана, бразильская Амазония и остров Тринидад;
- A. s. uropygiatus (Wied-Neuwied, 1831) — побережье юго-восточной Бразилии (от Алагоаса и Баии до Рио-де-Жанейро).

## Распространение и среда обитания
Живут во влажных и сухих тропических лесах, на опушках, в саваннах и лесах, в садах, на кофейных и банановых плантациях. Встречаются на высоте до 1500 м над уровнем моря (кое-где на высоте до 2100 м над уровнем моря). Питаются насекомыми, пауками, мелкими ящерицами и лягушками, которых ловят на земле или среди растительности, а также плодами и семенами.
Гнездо глубокое, чашеобразное, сооружается из мха, листьев и растительных волокон, размещается на высоте до 3 м над землей, среди эпифитов, между корнями или на берегу ручья. В кладке 2—4 беловатых или розоватых яйца с лиловым или оранжевым оттенком. Инкубационный период длится 18—19 дней, насиживает яйца только самка. Птенцы оперяются через 18 дней.

## Сохранение
МСОП классифицирует этот вид как не требующий особых мер по сохранению. По оценкам исследователей, популяция золотохвостых аттил составляет от 500 тысяч до 5 миллионов птиц.